# Анкела-дель-Дукадо
Анкела-дель-Дукадо (ісп. Anquela del Ducado) — муніципалітет в Іспанії, у складі автономної спільноти Кастилія-Ла-Манча, у провінції Гвадалахара. Населення — 75 осіб (2010).
Муніципалітет розташований на відстані близько 150 км на північний схід від Мадрида, 95 км на північний схід від Гвадалахари.
На території муніципалітету розташовані такі населені пункти: (дані про населення за 2010 рік)
- Анкела-дель-Дукадо: 55 осіб
- Тобільйос: 20 осіб

## Демографія
Динаміка населення (INE ):

## Галерея зображень

Розташування муніципалітету у провінції Гвадалахара